# Aristòtil d'Atenes
|  | Per a altres significats, vegeu «Aristòtil d'Atenes (orador)». |

Aristòtil d'Atenes (en llatí Aristoteles, en grec antic Ἀριστοτέλης) fou un dels Trenta Tirans establerts com a govern d'Atenes el 404 aC.
Per una al·lusió a un discurs de Teràmenes que fa Xenofont, probablement va ser també membre del govern dels Quatre-cents i va participar activament en la rebuda dels espartans al Pireu el 411 aC, segons diu Tucídides. L'any 405 aC estava exiliat, i Xenofont diu que era al costat de Lisandre durant el setge d'Atenes. A la caiguda dels Trenta Tirans el van jutjar.
Plató el fa intervenir en el seu diàleg Parmènides, i el presenta com un home molt jove en aquell moment.